# Nanci Griffith

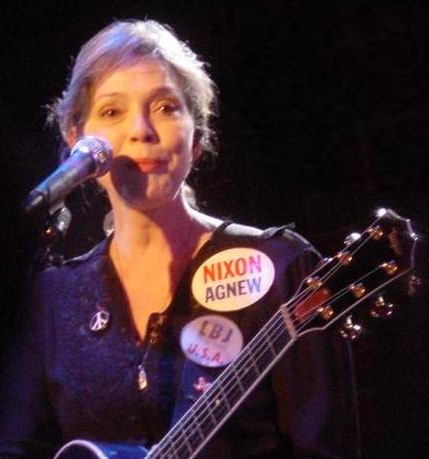
Nanci Griffith

Nanci Griffith (Seguin (Texas), 6 juli 1953 – Nashville (Tennessee), 13 augustus 2021) was een Amerikaanse zangeres, gitariste en songwriter. Ze maakte vooral muziek in de genres country en folk.

## Carrière
Zij begon met optreden toen zij veertien jaar oud was. De songwriter Tom Russell hoorde haar zingen bij een kampvuur op het Kerrville Folk Festival. Haar loopbaan begon eind jaren zeventig, begin jaren tachtig. Later in Nashville vond men haar een unieke zangeres. Ze werd door veel mensen aanbeden, onder wie Bob Dylan, en zij ontving in 1994 de Grammy Award For Best Contemporary Folk Album. 
Haar band The Blue Moon Orchestra speelde met haar sedert 1986. Als speciale gast trad Nanci Griffith op bij een drietal albums van de befaamde Ierse Band The Chieftains: op het album A Chieftans Celebration (1989) zingt Nanci The Wexford Carol, een traditionele Christmas carol. Dezelfde song is te horen op The Chieftains -- The Bells of Dublin (1991), en bij het liveconcert The Chieftains -- An Irish Evening (1992) zingt zij Little Love Affairs, Red is the Rose en Ford Econoline.
Griffith overleed op 68-jarige leeftijd.

## Discografie
- There's a Light Beyond These Woods (1978)
- Poet in My Window (1982)
- Once in a Very Blue Moon (1984)
- The Last of the True Believers (1986)
- Lone Star State of Mind (1987)
- Little Love Affairs (1988)
- One Fair Summer Evening (1988)
- Storms (Nanci Griffith album) (1989)
- Late Night Grande Hotel (1991)
- Other Voices, Other Rooms (1993)
- The MCA Years: A Retrospective (1993)
- The Best of Nanci Griffith (1993)
- Flyer (Nanci Griffith album) (1994)
- Country Gold (1997)
- Blue Roses from the Moons (1997)
- Other Voices, Too (A Trip Back to Bountiful) (1998)
- The Dust Bowl Symphony (1999)
- Wings To Fly And A Place To Be (2000)
- 20th Century Masters - The Millennium Collection: The Best Of Nanci Griffith (2001)
- Clock Without Hands (2001)
- From A Distance: The Very Best Of Nanci Griffith (2002)
- Winter Marquee (2002)
- The Complete MCA Studio Recordings (2003)
- Hearts in Mind (2004)
- Ruby's Torch (2006)
- The Loving Kind (2009)
- Intersections (2012)

## Blue Moon Orchestra
Huidige leden
- Nanci Griffith — zang, gitaar
- Pat McInerney — percussie
- Maura Kennedy — zang, gitaar
- Pete Kennedy — zang, gitaar

Eerdere bandleden
- James Hooker — keyboards, zang
- Clive Gregson — gitaar, zang
- Thomm Jutz — gitaar, zang
- Ron De La Vega — bas, cello
- Iris DeMent — zang
- Fran Breen — drums
- Philip Donnelly — gitaar
- Le Ann Etheridge — basgitaar, zang, mandoline
- Lee Satterfield — zang, gitaar, mandoline
- Lyle Lovett — achtergrondzang